# Michail Soeslov

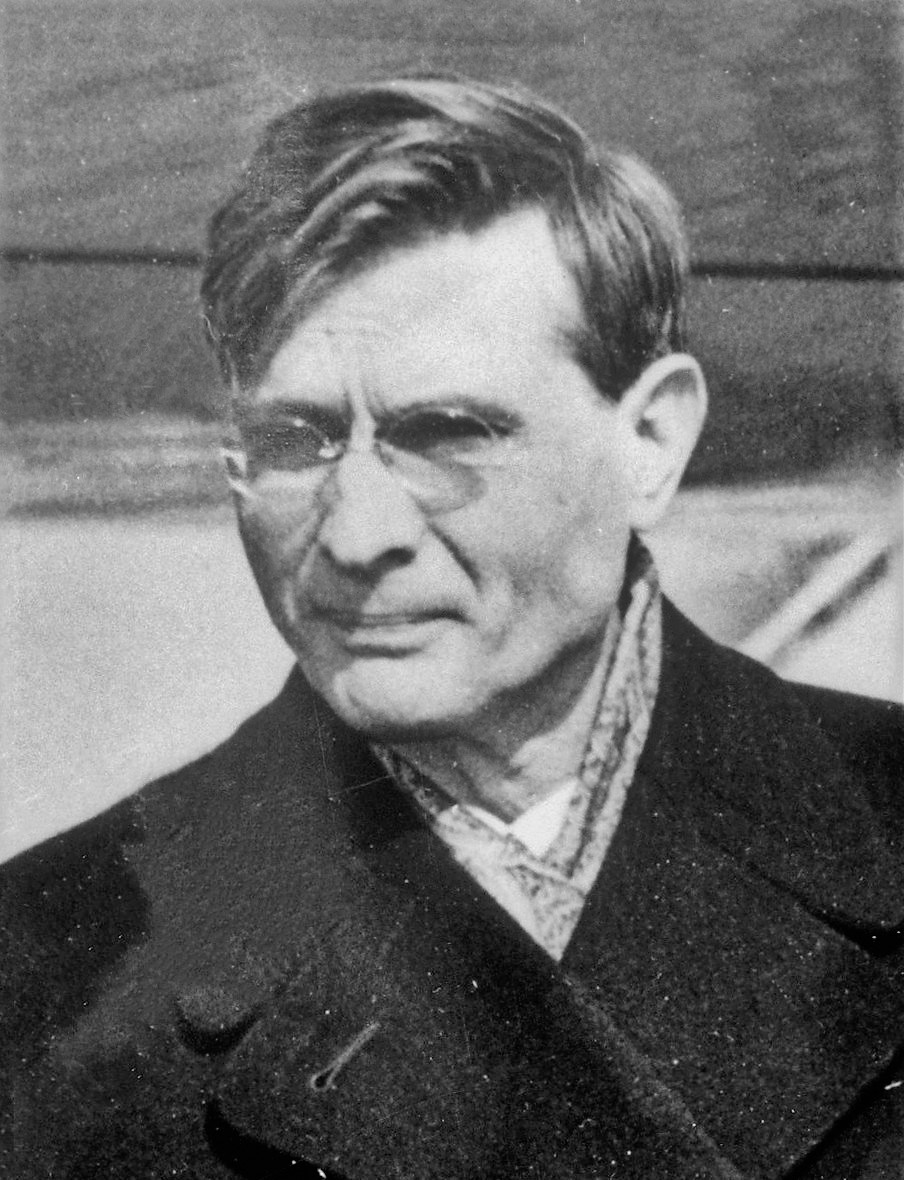
Michail Soeslov

Michail Andrejevitsj Soeslov (Russisch: Михаил Андреевич Суслов) (Sjakovskoje, oblast Oeljanovsk, 21 november 1902 – Moskou, 25 januari 1982) was een Sovjet-Russisch politicus.

## Leven
Soeslov was van eenvoudige boerenafkomst. Na de Russische Revolutie studeerde hij economie aan de Universiteit van Moskou en de Plechanov-academie. Vanaf zijn 16e was hij erg actief in de Komsomol en in 1921 werd hij lid van de Communistische Partij. Van 1931 tot 1939 was hij lid van de controlecommissie van de partij en in 1941 trad hij toe tot het  Centraal Comité. Tussen 1944 en 1946 was hij voorzitter van het Litouwse Centraal Comité en als zodanig wordt hij verantwoordelijk gehouden voor de deportatie (en executies) van nationalistische Litouwers aan het einde van de Tweede Wereldoorlog. In 1947 haalde Jozef Stalin Soeslov naar Moskou en maakte hem lid van het  Secretariaat van de Communistische Partij. Van 1949 tot 1950 was hij ook nog even hoofdredacteur van de Pravda. Tussen 1955 en zijn dood in 1982 was hij lid van het Politbureau van de Communistische Partij van de Sovjet-Unie.

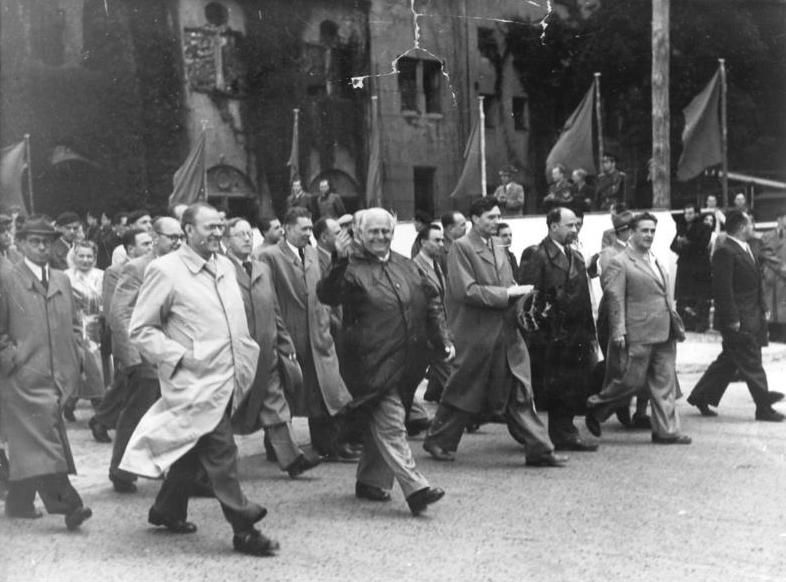
Soeslov in Berlijn, 1950, voorste rij midden

Tijdens de Chroesjtsjov-periode ondersteunde Soeslov diens destalinisatie-politiek en samen met Chroesjtsjov en  Podgorny was hij mede verantwoordelijk voor het afzetten van Molotov, Kaganovitsj en Malenkov. Soeslov was echter fel tegen Chroesjtsjovs politieke ideeën over economische decentralisatie. In 1964 ondersteunde hij Leonid Brezjnev bij het ten val brengen van Chroesjtsjov.
In de jaren zestig en zeventig gold Soeslov als een der belangrijkste politici uit de Sovjet-Unie, op een gegeven moment, in de loop der jaren zeventig, werd hij zelfs gezien als de nummer twee, na Brezjnev. Meer en meer ging hij in deze periode ook gelden als de ideoloog van de partij, waarbij hij in de loop der tijd steeds dogmatischer en conservatiever leek te worden. Hij drukte een belangrijke stempel op de algemene partijlijn, de propaganda, het binnenlandse economische beleid, maar ook op standpunten met betrekking tot het buitenlandse beleid, onder meer in de positionering ten opzichte van China en de Oostblok-landen.
Soeslov had een zwakke gezondheid. Hij leed aan diabetes en kreeg in 1976 een hartinfarct waarvan hij nooit meer geheel herstelde. Hij overleed in 1982, na een verkeerde reactie op nieuwe medicatie, op de sterfdag van de door hem vereerde Lenin. Hij werd bijgezet in de Kremlinmuur.